# Bisbat de Motherwell
El bisbat de Motherwell (anglès: Roman Catholic Diocese of Motherwell, llatí: Dioecesis Matrisfontis) és una seu de l'Església Catòlica a Escòcia, sufragània de l'arquebisbat de Glasgow. Al 2016 tenia 162.331 batejats sobre una població de 712.100 habitants. Actualment està regida pel bisbe Joseph Anthony Toal.

## Territori
La diòcesi comprèn el suburbi de Glasgow d'Easterhouse (només 2 parròquies), Baillieston, Craigend i Garthamlock; tot el Lanarkshire Meridional i part del Lanarkshire Septentrional.
La seu episcopal és la ciutat de Motherwell, on es troba la catedral de Nostra Senyora del Bon Ajut
El territori s'estén sobre 1.178 km², i està dividit en 73 parròquies.

## Història
La diòcesi va ser erigida el 25 de maig de 1947 mitjançant la butlla Maxime interest del papa Pius XII, prenent el territori de l'arquebisbat de Glasgow.
El 8 novembre 1952, en virtut de la butlla Qui summi del mateix Pius XII s'instituí el capítol catedralici.

## Cronologia episcopal
- Edward Wilson Douglas † (7 de febrer de 1948 - 9 de febrer de jubilat)
- James Donald Scanlan † (23 de maig de 1955 - 29 de gener de 1964 nomenat arquebisbe de Glasgow)
- Francis Alexander Spalding Warden Thomson † (8 de desembre de 1964 - 14 de desembre de 1982 jubilat)
- Joseph Devine (13 de maig de 1983 - 31 de maig de 2013 jubilat)
- Joseph Anthony Toal, des del 29 d'abril de 2014

## Estadístiques
A finals del 2016, la diòcesi tenia 162.331 batejats sobre una població de 712.100 persones, equivalent al 22,8% del total.
| any  | població | població | població | sacerdots | sacerdots       | sacerdots       | sacerdots             | diaques | religiosos | religiosos | parròquies |
| ---- | -------- | -------- | -------- | --------- | --------------- | --------------- | --------------------- | ------- | ---------- | ---------- | ---------- |
| any  | batejats | total    | %        | total     | clergat secular | clergat regular | batejats por sacerdot | diaques | homes      | dones      |            |
| 1950 | 130.655  | 509.600  | 25,6     | 146       | 122             | 24              | 894                   |         | 22         | 77         | 57         |
| 1970 | 172.740  | 595.140  | 29,0     | 193       | 170             | 23              | 895                   |         | 27         | 102        | 67         |
| 1980 | 189.000  | 650.000  | 29,1     | 170       | 140             | 30              | 1.111                 |         | 36         | 99         | 74         |
| 1990 | 175.000  | 640.000  | 27,3     | 164       | 133             | 31              | 1.067                 | 2       | 39         | 103        | 74         |
| 1999 | 165.891  | 633.000  | 26,2     | 141       | 115             | 26              | 1.176                 | 1       | 34         | 101        | 73         |
| 2000 | 163.221  | 633.000  | 25,8     | 137       | 113             | 24              | 1.191                 | 3       | 30         | 104        | 73         |
| 2001 | 163.180  | 633.000  | 25,8     | 135       | 109             | 26              | 1.208                 | 3       | 32         | 100        | 73         |
| 2002 | 164.457  | 633.000  | 26,0     | 133       | 108             | 25              | 1.236                 | 4       | 32         | 88         | 74         |
| 2003 | 164.477  | 633.000  | 26,0     | 123       | 102             | 21              | 1.337                 | 3       | 27         | 83         | 74         |
| 2004 | 165.100  | 633.000  | 26,1     | 123       | 101             | 22              | 1.342                 | 3       | 27         | 77         | 74         |
| 2013 | 164.586  | 703.000  | 23,4     | 102       | 87              | 15              | 1.613                 | 13      | 20         | 55         | 74         |
| 2016 | 162.331  | 712.100  | 22,8     | 95        | 78              | 17              | 1.708                 | 13      | 22         | 54         | 73         |